# Nemzeti Hírszerzési Tanács
A Nemzeti Hírszerzési Tanácsa (National Intelligence Council, NIC) az Amerikai Egyesült Államok Hírszerző Közösségének tanácsadó testülete, és utóbbi vezetőjének, a nemzeti hírszerzési igazgatónak (DNI) az alárendeltségében tevékenykedik.

## Feladatai
A Nemzeti Hírszerzési Tanács a döntéshozó politikusokkal fenntartott jó személyes kapcsolatokon keresztül, önállóan folytatott információgyűjtő-kutató munka, valamint a Hírszerző Közösség tagszervezetei által készített elemző-értékelő jelentések alapján saját előterjesztéseket készít a politikai döntéshozók és a hírszerzés vezetői (DNI) részére, különösen a közép- és hosszú távú feladatokat, a nemzetbiztonsági érdekek és külpolitikai prioritások meghatározását illetően.
„Külső” tagjai, az államigazgatási szakértők, a tudomány jeles képviselői és a nagy magánvállalatok szakértői révén igyekszik friss szemléletet, másfajta megközelítésmódokat és
elemző módszereket vinni a titkosszolgálati munkába hatékonyság erősítése érdekében. A testület folyamatosan értékeli a hírszerző munka minőségét és együttműködik a Közösség meghatározó vezetőivel a hírszerző stratégia alakításában.
A NIC egyik legfontosabb feladata a globális trendekről készülő átfogó jelentés az újonnan hivatalba lépő elnök számára. Ez a hosszú távú stratégiai-politikai elemzés és kitekintés 15 éves perspektívát vizsgál. A legutóbbi ilyen jelentés 2012 decemberében került nyilvánosságra.

## Szervezete
A Nemzeti Hírszerző Tanács munkáját elnök és alelnök irányítja. A tanács tagjai tapasztalt hírszerző tisztek alkotják a Hírszerző Közösség különböző tagszervezeteiből. Munkájukat az államigazgatás, a tudományos és gazdasági élet más területeiről érkezett szakértők támogatják.
Az elemző munkát földrajzi régiók és fontos témák szerint szervezik az alábbiak szerint:
- Afrika
- Kelet-Ázsia
- Európa
- Latin-Amerika
- Közel-Kelet
- Dél-Ázsia
- Oroszország és Eurázsia
- Gazdaság és globális problémák
- Tudomány és technológia & Technology
- Hírszerzési ügyek
- Katonai ügyek
- Transznacionális fenyegetések
- Előrejelzés
- Tömegpusztító fegyverek

## A Nemzeti Hírszerzési Tanács elnökei
| Név                 | Hivatali idő         | Fő helyettes   | Hivatali idő | Az Egyesült Államok aktuális elnöke |
| ------------------- | -------------------- | -------------- | ------------ | ----------------------------------- |
| Richard Lehman      | 1979–1981            |                |              | Jimmy Carter                        |
| Henry Rowen         | 1981–1983            |                |              | Ronald Reagan                       |
| Robert Gates        | 1983–1986            |                |              | Ronald Reagan                       |
| Frank Horton III    | 1986–1987            |                |              | Ronald Reagan                       |
| Fritz Ermarth       | 1988–1993            |                |              | Ronald Reagan, George H. W. Bush    |
| Joseph S. Nye       | 1993–1994            |                |              | Bill Clinton                        |
| Christine Williams  | 1994–1995            |                |              | Bill Clinton                        |
| Richard N. Cooper   | 1995–1997            |                |              | Bill Clinton                        |
| John C. Gannon      | 1997–2001            |                |              | Bill Clinton                        |
| John L. Helgerson   | 2001–2003            |                |              | George W. Bush                      |
| Robert Hutchings    | 2003–2005            |                |              | George W. Bush                      |
| Thomas Fingar       | 2005–2008            | David Gordon   | 2005–2007    | George W. Bush                      |
| Peter Lavoy         | 2008–2009            | Stephen Kaplan | 2007–        | George W. Bush, Barack Obama        |
| Christopher A. Kojm | July 6, 2009–present | Stephen Kaplan | 2007–        | Barack Obama                        |

## Fordítás
- Ez a szócikk részben vagy egészben  a   National Intelligence Council című angol Wikipédia-szócikk ezen változatának fordításán alapul.  Az eredeti cikk szerkesztőit annak laptörténete sorolja fel. Ez a jelzés csupán a megfogalmazás eredetét és a szerzői jogokat jelzi, nem szolgál a cikkben szereplő információk forrásmegjelöléseként.